# La Peur et l'Amour
La Peur et l'Amour est un film français réalisé par Max Pécas, sorti en 1967.

## Fiche technique
- Titre : La Peur et l'Amour
- Réalisation : Max Pécas
- Scénario : Jean-Pierre Bastid
- Adaptation : Jean-Pierre Bastid et Jean-Patrick Manchette
- Dialogues : Jean-Pierre Bastid, Jean-Patrick Manchette et Max Pécas
- Images : Robert Lefebvre
- Son : Séverin Frankiel
- Montage : Nicole Colombier (pseudonyme: Nicole Cayatte)
- Chef de production : Yves Prigent
- Pays de production :  France
- Format :
- Genre : Film dramatique, Film policier, Thriller
- Durée :
- Date de sortie :
  - France : 14 juin 1967

## Distribution
- Claude Cerval : Louie Ricco
- Véra Valmont : Linda, seconde femme de M. Veuillot
- Michel Vocoret : M. Veuillot
- Pierre Tissot : Joe Darien / Jo Denaro
- Marie-Christine Weill : Mick
- Milarka Nervi : Serveuse
- Kim Camba : Kim Veuillot
- Jean-Pierre D'Artois : Kriss, le photographe
- Patrice Fabien
- Pascal Leguen